# Krack Time Atout
Krack Time Atout, född 4 mars 2020, är en fransk varmblodig travhäst som tränas av Sébastien Guarato och körs av Éric Raffin eller Paul Philippe Ploquin.
Han började tävla i augusti 2022 och inledde med två raka andraplatser, han tog sin första seger i sjätte starten. Han har hittills sprungit in 528 600 euro på 25 starter, varav 6 segrar, 5 andraplatser och 3 tredjeplatser. Karriärens hittills största segrar har kommit i Critérium des 3 ans (2023) och Prix Ourasi (2024).
Han har också segrat i Prix de Berlin (2023), Prix Jules Thibault (2024) och kommit på andraplats i Prix Penthesilea (2023) och Prix de Tonnac-Villeneuve (2024) samt på tredjeplats i Prix Atlas (2023), Prix Kalmia (2023) och Prix Piérre Plazen (2023).

## Statistik
| Statistik för Krack Time Atout (Ref.) | Statistik för Krack Time Atout (Ref.) | Statistik för Krack Time Atout (Ref.) | Statistik för Krack Time Atout (Ref.) | Statistik för Krack Time Atout (Ref.) | Statistik för Krack Time Atout (Ref.) |
| ------------------------------------- | ------------------------------------- | ------------------------------------- | ------------------------------------- | ------------------------------------- | ------------------------------------- |
| Starter                               | Placeringar                           | Startprissumma                        | Segerprocent                          | Platsprocent                          | Rekord                                |
| 25                                    | 6-5-3                                 | 528 600 euro                          | 24 %                                  | 56 %                                  | 1.11,3ak,                             |

### Större segrar
| År   | Lopp                | Kusk                  | Vinstbelopp | Grupp   |
| ---- | ------------------- | --------------------- | ----------- | ------- |
| 2023 | Prix de Berlin      | Paul Philippe Ploquin | 40 500 EUR  | Grupp 3 |
| 2023 | Critérium des 3 ans | Paul Philippe Ploquin | 135 000 EUR | Grupp 1 |
| 2024 | Prix Ourasi         | Paul Philippe Ploquin | 135 000 EUR | Grupp 1 |
| 2024 | Prix Jules Thibault | Paul Philippe Ploquin | 54 000 EUR  | Grupp 2 |